# Deutsche Ordensobernkonferenz
Die DOK Deutsche Ordensobernkonferenz e. V. ist die Vertretung der römisch-katholischen Ordensgemeinschaften in Deutschland. 412 Höhere Obere von Schwestern-, Priester- und Brüderorden sind in ihr vertreten.

## Geschichte
Die Deutsche Ordensobernkonferenz (DOK) entstand am 8. Juni 2006 durch den Zusammenschluss der Vereinigungen der Ordensoberinnen Deutschlands (VOD), der Ordensobern der Klerikerorden und der Brüderorden, also der Verantwortlichen der General- und Provinzleitungen der Ordensgemeinschaften sowie der Abteien und selbständigen Klöster in Deutschland. Anfang 2024 gehörten der DOK 402 Ordensobere an, die ihrerseits rund 11.000 Ordensfrauen und rund 3.200 Ordensmänner vertraten.
Das Generalsekretariat befindet sich im „Haus der Orden“ in Bonn (Wittelsbacherring). Generalsekretärin ist Sr. Agnesita Dobler OSF.
Die DOK ist Mitglied der Union der europäischen Konferenzen der höheren Ordensoberen (UCESM).

## Vorsitzende
- 2006–2010 Sr. Aloisia Höing SMMP
- 2010–2018 Hermann Josef Kugler OPraem
- 2018–2022 Katharina Kluitmann OSF[3]
- 2022–0000 Andreas Murk OFMConv[4]

## Projekte
Projekte der Deutschen Ordensobernkonferenz sind:
- die Zeitschrift Ordenskorrespondenz – Zeitschrift für das katholische Ordensleben
- „RUACH – Bildung für Ordensleute“, ein Institut für Fortbildungen rund um das Ordens- und Klosterleben[5]
- das Solidarwerk der katholischen Orden Deutschlands (SW)
- eine interne Schlichtungsstelle
- ein Gemeinsamer Ordensdatenschutzbeauftragter der DOK

Die Deutsche Ordensobernkonferenz arbeitet mit der Vereinigung Katholischer Orden zur Förderung internationaler Solidarität (VKO), dem Verband ausländischer katholischer Orden in Deutschland, mit Sitz in Neuwied zusammen.